# Soft and Wet
A "Soft and Wet" Prince első kislemeze. 1978. június 7-én jelent meg, a zenész 20. születésnapján. A dal a debütáló albumán, a For You-n volt megtalálható. A számon található dob, gitár és szintetizátorok. A dalszöveget Chris Moonnal írta, aki felfedezte Prince-t Minneapolisban. A kislemezt Barbadosban, Dél-Afrikában és az Egyesült Államokban adta ki a Warner Bros. Records. A dal 92. helyig jutott a Billboard Hot 100-on.
MC Hammer felhasználta a dalt a "She's Soft and Wet" című számán a Please Hammer, Don't Hurt 'Em albumán.

## Számlista
- A. "Soft and Wet" – 3:01
- B. "So Blue" – 4:26

## Slágerlisták
| Slágerlista (1978)            | Legmagasabb pozíció |
| ----------------------------- | ------------------- |
| US Billboard Hot 100          | 92                  |
| US Billboard Hot Soul Singles | 12                  |